# Schwarm (Luftfahrt)

Vergleich Kette links und Schwarm rechts

Ein Schwarm ist eine Flugformation von vier bis sechs Kampfflugzeugen.
Drei bis vier Schwärme bilden in der Regel eine Staffel.
Der Schwarm besteht aus zwei bis drei Rotten. In diesem unterstützen sich diese in ähnlicher Weise wie innerhalb einer Rotte die beiden Rottenflieger.
Verantwortlich für die Führung dieser fliegenden Formation ist der Schwarmführer. Er fliegt in der Regel an der Spitze und wird von seinem seitlich versetzt hinter ihm fliegenden Rottenflieger (Flügelmann) gedeckt. Er bestimmt den Kurs sowie den Ort und den Zeitpunkt des Angriffs. Der zweite Rottenführer hat die Aufgabe im Formationsflug die Sonne zu beobachten, da feindliche Jäger (vor der Einführung von Bordradar) meist aus dieser Richtung angriffen. Im Kampf teilt sich der Schwarm meist in seine Rotten auf.
Die Grundzüge des neuen Konzepts von Rotte und Schwarm wurden 1937 von dem deutschen Jagdpiloten Günther Lützow während des Spanischen Bürgerkriegs gelegt, die Werner Mölders im Folgejahr verfeinerte. Nach seiner Rückkehr aus Spanien dokumentierte Mölders die neuen Erkenntnisse in Schulungsunterlagen, sie ermöglichten der Luftwaffe somit zu Beginn des Zweiten Weltkrieges einen signifikanten taktischen Vorteil.
Im Laufe des Zweiten Weltkriegs wurde sie von allen Luftstreitkräften übernommen und ist auch heute weltweit die Standardtaktik. Die Piloten der Royal Air Force übernahmen sie im Verlauf der Luftschlacht um England als erstes zunächst auf eigene Faust, bevor die RAF ihre Taktik offiziell umstellte.
In der Luftwaffe (Bundeswehr) besteht ein Schwarm aus mindestens vier Luftfahrzeugen.

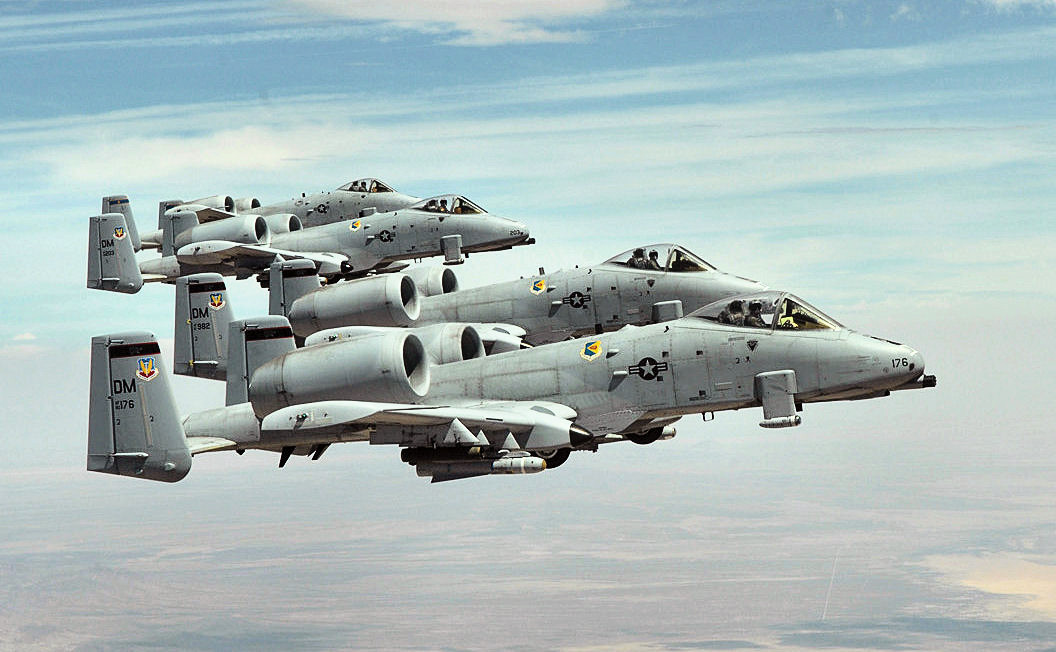
A-10s in Schwarmformation
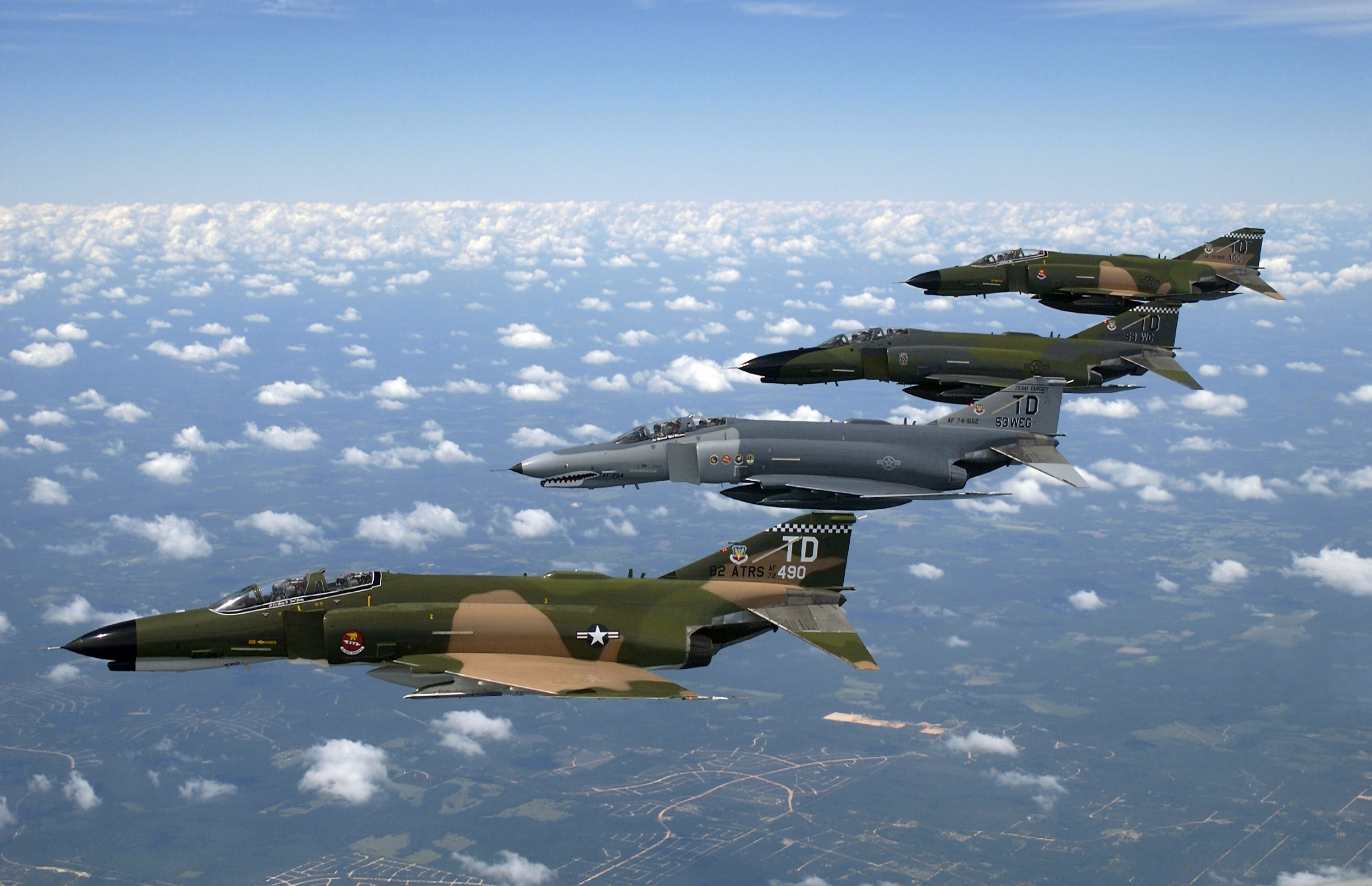
McDonnell F-4 (Viererschwarm)
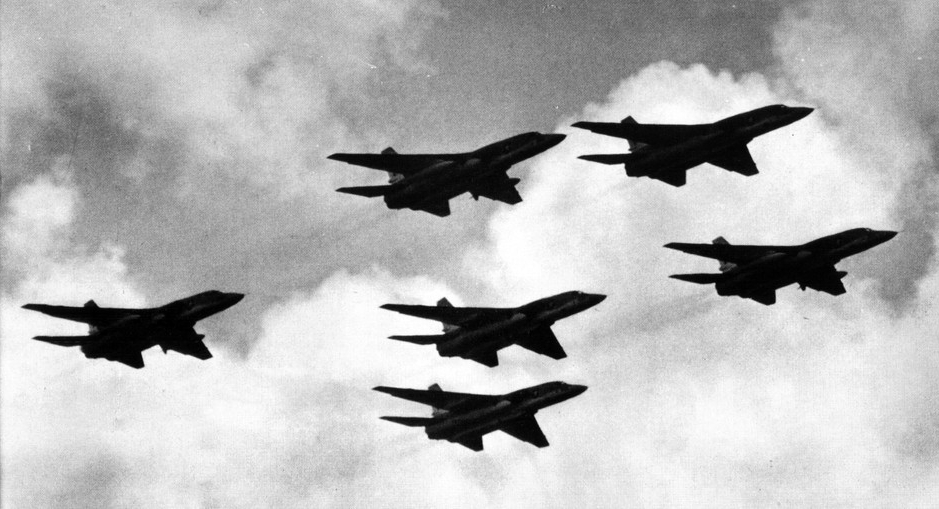
Sechserschwarm